# Carlton, Victoria
Carlton là một vùng (suburb) nằm ở nội ô thành phố Melbourne, tiểu bang Victoria, Úc, cách trung tâm thành phố 2 km về hướng bắc. Khu vực này nằm trên địa bàn khu vực chính quyền địa phương Thành phố Melbourne. Tại cuộc điều tra dân số năm 2011, Carlton có 13.509 cư dân sinh sống.
Vùng Carlton giáp Đại học Melbourne về phía tây, đường Princes Street về phía bắc, đường Victoria Parade về phía nam và Nicholson Street về phía đông.
Vùng này nổi tiếng với khu "Tiểu Ý" trên đường Lygon Street, với nhiều tòa nhà cổ kính thời Victoria và những khuôn viên cây xanh tuyệt đẹp như Vườn Carlton. Cung triển lãm Hoàng gia, tòa nhà nằm trong công viên này là một trong số ít những Di sản Thế giới của Úc.
Tên gọi Carlton bắt nguồn tên Dinh Carlton, một dinh thự hoàng gia tồn tại từ cuối thế kỷ 18 đến đầu thế kỷ 19 tại Luân Đôn.

## Lịch sử
Vùng Carlton được thành lập vào năm 1851, thời kỳ bắt đầu cuộc đổ xô tìm vàng tại Victoria. Bưu điện Carlton khánh thành ngày 19 tháng 10 năm 1865.

## Kết cấu đô thị

### Nhà ở
Đặc trưng nhà ở Carlton là mật độ dân cư lớn, pha trộn giữa các tòa chung cư, ký túc xá sinh viên đại học, nhà liên kế theo dãy và nhà song lập hầu hết được xây từ thời Victoria và các căn hộ phức hợp. Không giống nhiều vùng ngoại ô khác, ở đây có rất ít nhà nguyên căn độc lập, chiếm 3% tổng số nhà ở trong vùng.
Chung cư (chiếm 77%) là loại nhà phổ biến tại đây. Phần lớn các cao ốc đều hướng đến phân khúc thu nhập thấp, phổ biến nhất là nhà ở xã hội của Chính phủ và các khu ký túc xá sinh viên hiện đại. Trong đó, nhà ở xã hội tập trung tại hai khu vực chính là đoạn góc đường Lygon và Rathdowne và khu phố kẹp giữa hai con đường Nicholson và Canning. Các công trình chủ yếu bao gồm nhà các cư xá cao 4-5 tầng chỉ có thang bộ và chung cư cao 22 tầng; tất cả đều đang chờ tái quy hoạch thành đất ở hỗn hợp. Về loại hình sở hữu, khoảng 75% nhà ở tại Carlton là nhà cho thuê, hầu hết trong số đó là chung cư. Từ cuối những năm 90 trở lại đây, cùng với lượng du học sinh ngày càng tăng cao đông đảo, nhiều chung cư cao tầng mới mọc lên như nấm đã làm thay đổi mặt tiền đường Swanston rõ nét - từ một khu vực chỉ có nhà thấp tầng trở thành một con phố sầm uất với dãy nhà cao 10-11 tầng. Nhiều tòa nhà chung cư đông đúc nằm cạnh nhau đối diện với công viên và vườn cây xanh.
Phân khúc nhà ở còn lại là nhà song lập (chiếm 19%). Phần lớn trong số này là nhà liên kế còn sót lại từ thời thuộc địa Victoria. Hiện nay những ngôi nhà kiểu này thường luôn cháy hàng, với mức giá cao ngất và thường hay được mua để sửa sang và bán lại. Nhiều căn nhà cũ vẫn mang đậm nét kiến trúc thời thuộc địa và thậm chí còn được xếp hạng di tích quốc gia. Một vài ví dụ điển hình cho phân khúc này là các tòa nhà trên đường Drummond Street, một con đường dành rộng. Trên đường có nhiều ngôi nhà cổ đáng chú ý, như Rosaville (số nhà 46, xây dựng năm 1883), dãy nhà Drummond Terrace (số 93-105, xây dựng năm 1890–91), dãy Lothian Terrace (số 175-179, xây dựng 1865–69), và dãy Terraces tại số 313-315 (xây năm 1889). Cũng cần lưu ý rằng, nhiều dãy nhà liên kế như thế này không còn được dùng làm nhà ở nữa mà đã chuyển sang bất động sản phức hợp, hay có khi làm mặt tiền cho nhiều tòa nhà lớn khác.

### Không gian công cộng

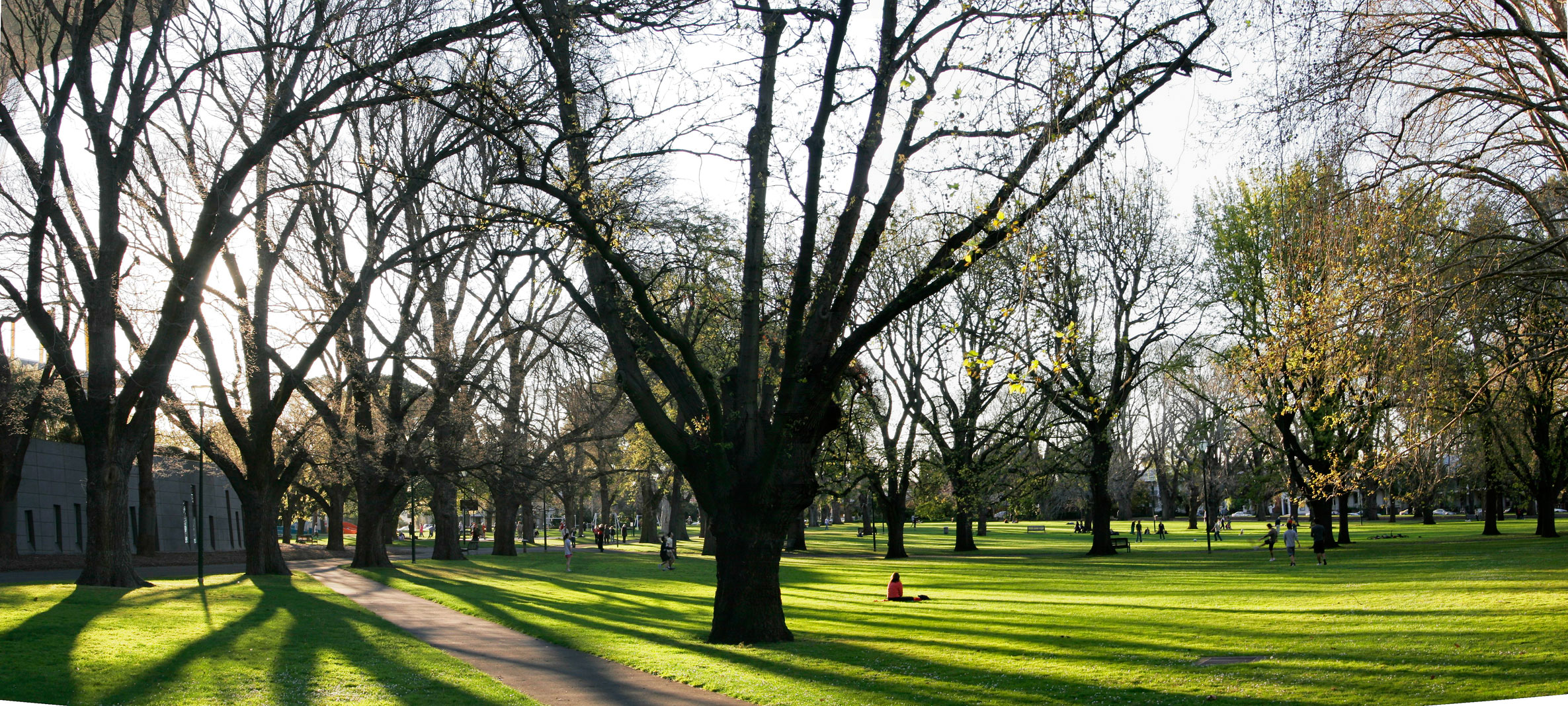
Vườn Carlton

Không gian công cộng vùng Carlton được quy hoạch sớm từ thời thuộc địa, và điều đặc biệt là các không gian này đều là vườn hoa công cộng (garden square). Những vườn hoa này tạo thành không gian xanh giữa khu phố, tương tự như mô hình vườn hoa dân cư vốn thịnh hình ở châu Âu khi đó. Năm vườn hoa chính trong vùng bao gồm: Vườn Carlton, Quảng trường Đại học, Quảng trường Lincoln, Vườn Argyle (Argyle Place) và Vườn MacArthur (MacArthur Place).
Khuôn viên lớn nhất ở đây là Vườn Carlton, rộng 26 héc ta, được xây dựng nhằm phục vụ cho Triển lãm Thế giới.
Tại Quảng trường Lincoln trên đường Swanston Street có Bia tưởng niệm Bali, là nơi tưởng nhớ các nạn nhân của Vụ đánh bom tại Bali năm 2002 khiến 202 người thiệt mạng. Tấm bia được khánh thành ngày 12 tháng 10 năm 2005, tròn ba năm sau vụ khủng bố.
Khoảng sân phía bắc của Quảng trường Argyle, cạnh đường Lygon Street được thiết kế theo phong cách một quảng trường đô thị của Ý. Công trình này gọi là Piazza Italia, là một dự án hợp tác giữa Thành phố Melbourne và thành phố kết nghĩa Milan, Ý. Giữa khoảng sân có một chiếc đồng hồ mặt trời khổng lồ.

## Tiểu Ý
Phố Tiểu Ý Melbourne, còn gọi là 'Little Italy' hay 'đường Lygon' là một khu vực mang đậm chất văn hóa Ý, nằm trên đường Lygon trong vùng Carlton.
Nơi này còn có rất nhiều quán ăn, nhà hàng Ý và là nơi khởi nguồn của "văn hóa cafe" nổi tiếng của Melbourne.

## Văn hóa

### Nghệ thuật

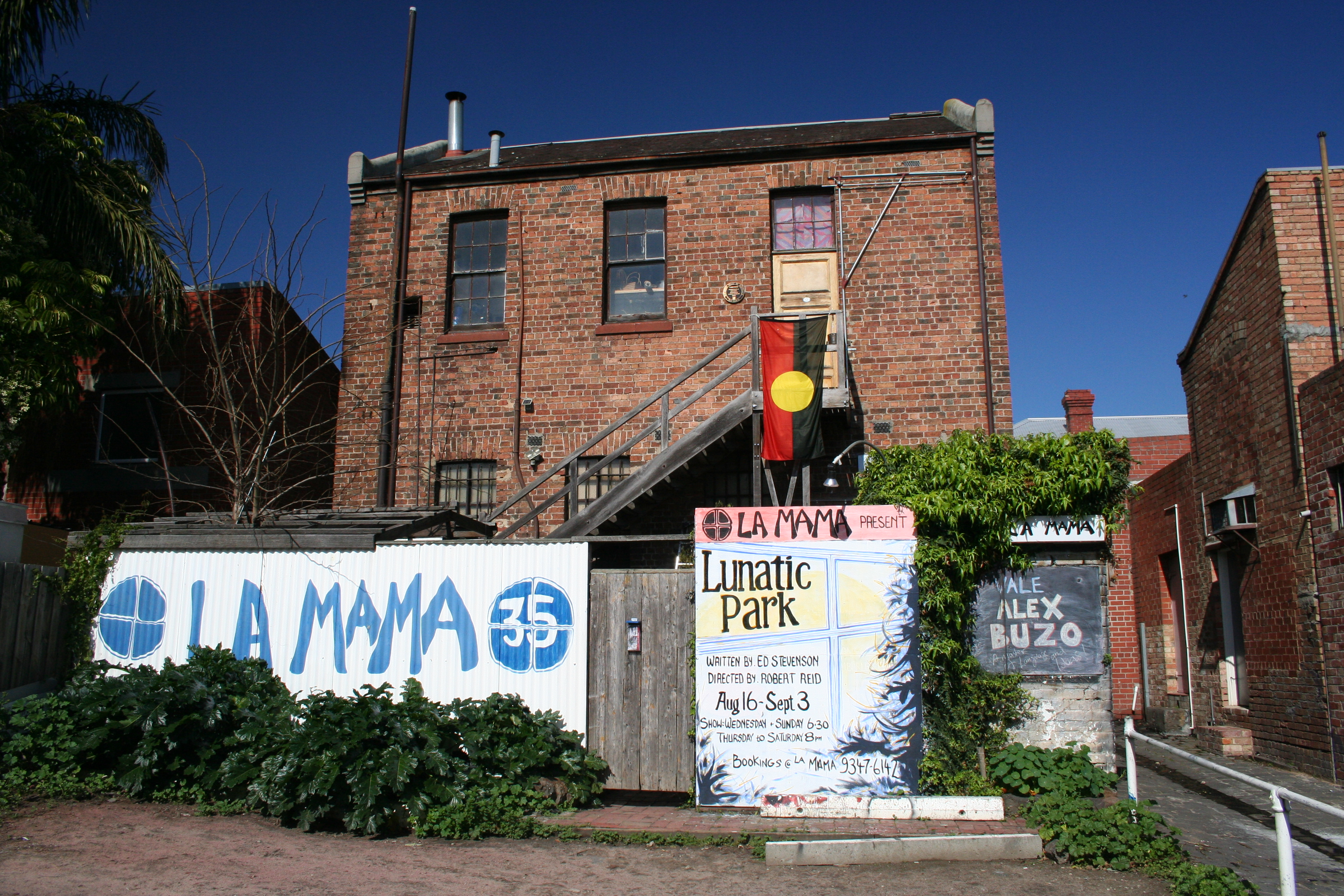
La Mama Theatre

Carlton là nơi hội tụ nhiều tụ điểm văn hóa đặc sắc, trong đó có rạp hát La Mama, nổi tiếng với nghị lực tìm tòi, sáng tạo các chủ đề xã hội điển hình cho giai đoạn 1970. Ngoài ra, trong vùng còn có rạp chiếu bóng Nova trên đường Lygon chuyên trình chiếu điện ảnh nghệ thuật Úc và thế giới, và Nhà sách Readings, hơi hội tụ và gặp gỡ của giới sành văn chương và âm nhạc từ những năm 70.

### Di sản

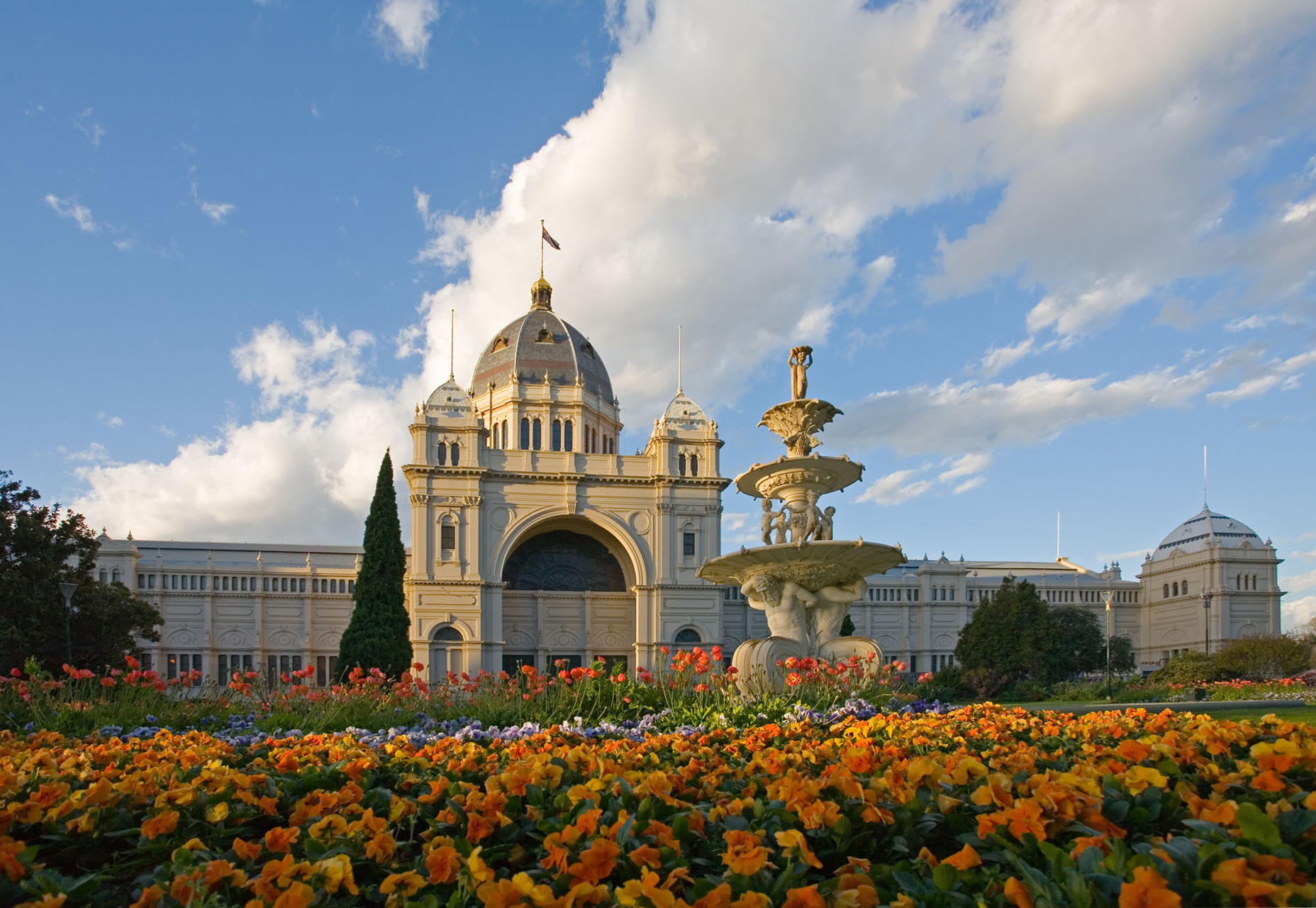
Tòa nhà triển lãm Hoàng gia

Carlton sở hữu nhiều danh thắng nổi tiếng cùng nhiều di tích lịch sử quan trọng được xếp hạng, như Nhà Thương nghiệp Melbourne, Vườn Carlton (Di sản Văn hóa Thế giới), Cung triển lãm Hoàng gia, di tích Nhà máy bia Carlton cùng nhiều tòa nhà cổ xây dựng trong giai đoạn 1864 - 1927. Ngoài ra còn có Bảo tàng Melbourne, một điểm đến tham quan học tập bổ ích.
Carlton có nhiều công trình cổ xây dựng từ thế kỷ 19. Tòa nhà Câu lạc bộ Carlton, do Inskip & Robertson xây từ năm 1889, được tô điểm bằng những bức tượng gargoyle hình kangaroo đậm chất Úc  mái vòm phong cách Florentine hòa với mái vòm nhiều màu sắc. Trong khi đó, trụ sở Bưu điện và Đồn cảnh sát lại là ví dụ điển hình nhất về kiến trúc Phục Hưng. Về phong cách Gothic có Tòa án Carlton, nằm trên đường Drummond Street do  G.B.H Austin thiết kế và được xây dựng trong những năm 1888 và 1889. Dãy nhà Lygon Buildings trên đường Lygon Street xây dựng năm 1888 theo cảm hứng của lối kiến trúc Mannerist. Nhiều công trình di sản khác bao gồm Trường Tiểu học Carlton Gardens xây dựng năm 1884, và Medley Hall (1892–93).

### Thể thao
Carlton là quê nhà của đội bóng bầu dục Úc danh tiếng, CLB Carlton (với biệt danh 'the Blues'), đóng quân tại Sân vận động Princes Park ở vùng North Carlton kế cận. Tuy nhiên khi thi đấu với đội khác, 'sân nhà' của đội là Docklands (Eithad) và Sân Khúc côn cầu Melbourne.
Khi Melbourne đăng cai Đại hội Thể thao Khối Thịnh vượng chung năm 2006, các tuyến đường Lygon, Grattan và Queensberry được sử dụng làm đường chạy cho bộ môn marathon chuyên nghiệp. Ngoài ra, đường Lygon và Cardigan cũng nằm trong chặng đua thứ bảy của cúp xe đạp thường niên Jayco Herald Sun Tour.

## Kinh tế và thương mại

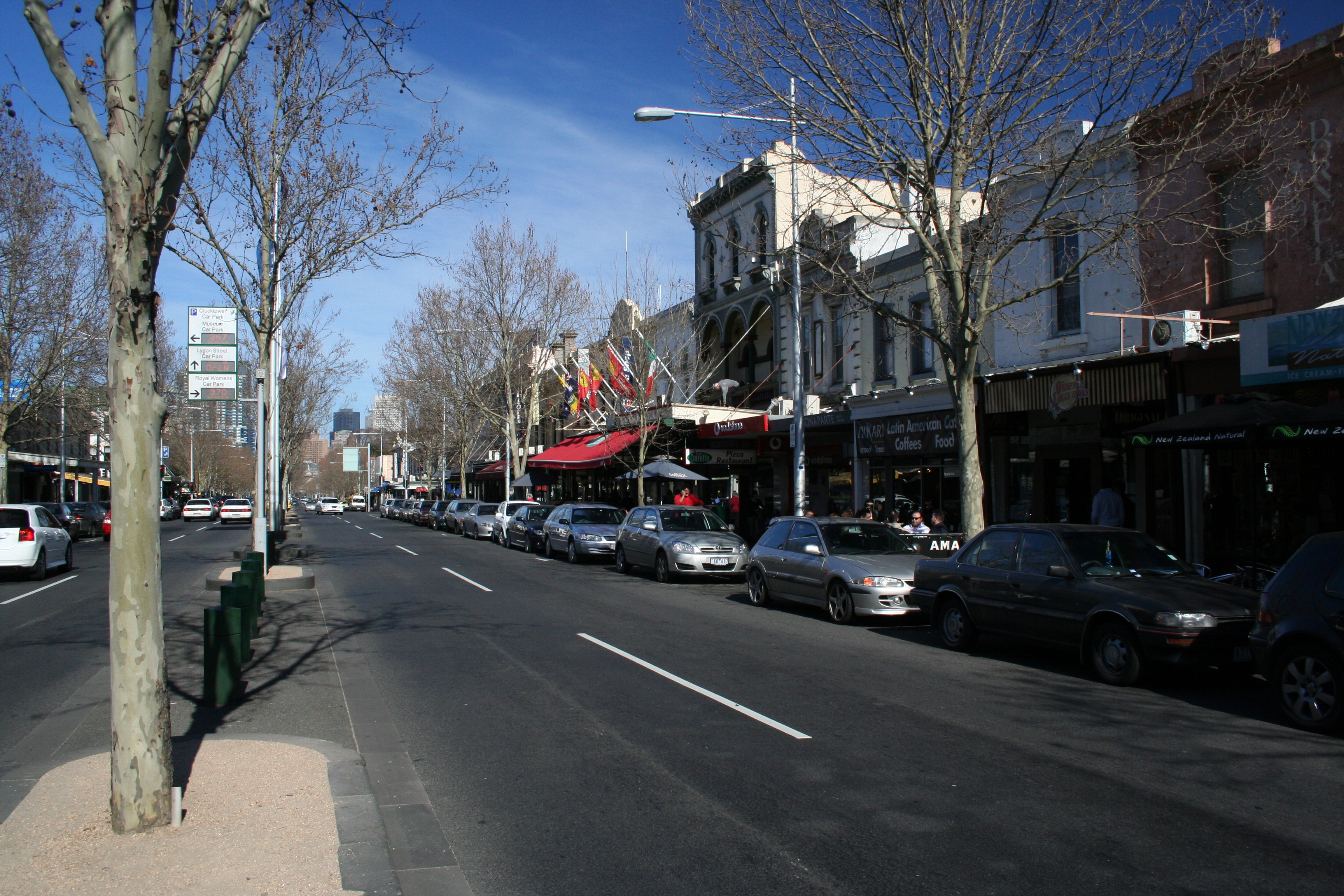
Khu "Tiểu Ý", đường Lygon

Lygon Street, trục đường chạy xuyên tâm của vùng là trung tâm văn hóa và ẩm thực Ý lớn nhất của thành phố. Nơi đây tập trung nhiều quán ăn, nhà hàng lớn nhỏ với nhiều phong cách đa dạng, trong đó có nhiều nhà hàng Ý. Ngoài ra còn có sáu quán kem và nhiều tiệm bánh, tiệm cà phê phục vụ thực khách đến từ khắp nơi trên thế giới.
Bên cạnh ẩm thực, đường Lygon còn được biết đến với nhiều cửa hàng thương mại có tiếng, đặc biệt là hiệu sách Readings.

## Dân cư
Vùng Carlton từ lâu đã được biết đến như là một cộng đồng đa dạng văn hóa. Người nhập cư gốc Ý và Do Thái trong thời gian đầu đến Úc đã chọn Carlton làm nơi cư trú. Bên cạnh đó còn có một số lượng đông đảo người thu nhập thấp cư ngụ trong những khu vực nhà ở xã hội trong vùng.
Do nằm gần các trường đại học lớn như Đại học Melbourne và RMIT, trên địa bàn vùng còn có một số lượng sinh viên đại học trong nước và quốc tế trọ học.

## Chính trị
Carlton nằm trong phân vùng của khu vực bầu cử liên bang Melbourne (hiện do dân biểu Adam Bandt thuộc đảng Xanh nắm giữ) và hạt bầu cử cấp tiểu bang Melbourne (do Ellen Sandell cũng thuộc Đảng Xanh nắm giữ).
Là một khu vực có đông người lao động sinh sống, cử tri Carlton thường bỏ phiếu cho đảng Lao động. Tuy vậy, cũng như nhiều vùng nội ô khác đang trong quá trình chuyển dịch cơ cấu, thành phần dân cư, số phiếu bầu cho đảng Xanh ngày càng gia tăng.
Trên địa bàn vùng hiện có hai địa điểm bỏ phiếu. Kết quả Bầu cử quốc hội liên bang năm 2013 như sau: đảng Xanh 42.62%, đảng Lao động 26.60%, đảng Tự do 22.83%.

## Cơ sở hạ tầng

### Giáo dục

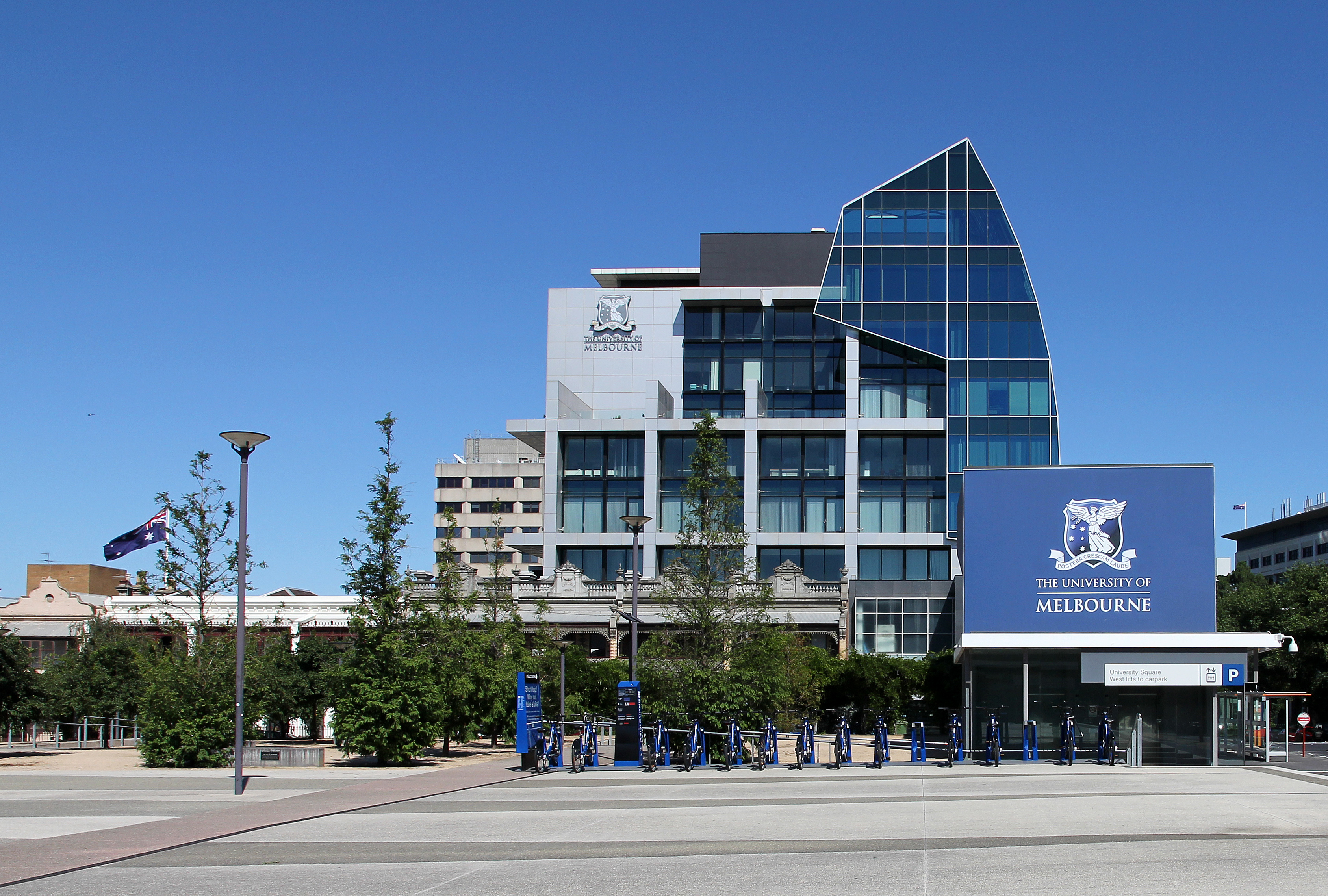
Tòa nhà Alan Gilbert, Đại học Melbourne nằm đối diện Quảng trường University ở Carlton

Với vị trí địa lý thuận lợi nằm cạnh khuôn viên chính Parkville của Đại học Melbourne nên sau nhiều năm mở rộng cơ sở hạ tầng dạy và học của trường, nhiều tòa nhà mới của trường đã 'bành trướng' sang cả vùng Carlton. Trong số nhiều cấu trúc xây mới mới này có tổ hợp Công viên Quảng trường Đại học với các khối nhà khoa Luật, khoa Kinh tế Thương mại cùng một bãi đậu xe ngầm hiện đại. Tuy vậy, việc tiếp tục mở rộng về phía Carlton cũng vấp phải sự phản đối của một số cư dân. Ngoài ra, trường cũng có 2 ký túc xá nội trú nằm ở Carlton, gồm Medley Hall ở đường Drummond Street, và Graduate House nằm trên đường Leicester Street. Graduate House chỉ tiếp nhận duy nhất sinh viên cao học và không nhận sinh viên hệ cử nhân lưu trú.
Hai đơn vị đào tạo cao học danh giá của Đại học Melbourne là Trường Kinh doanh Melbourne và trường Luật Melbourne, cùng với một phần của Đại học RMIT cũng nằm trong vùng này.
Chủng viện Công giáo Corpus Christi của Giáo tỉnh Victoria và Tasmania tọa lạc tại đường Drummond Street. Cơ sở này hiện đang truyền giảng cho 40 chủng sinh để trở thành tu sĩ.
Trên địa bàn vùng có hai trường tiểu học - Carlton Gardens và Carlton. Trong đó, trường Carlton Gardens mở cửa năm 1884 và là một trong số những ngôi trường cổ nhất của thành phố; đây cũng là trường phổ thông nằm gần trung tâm thành phố nhất.
Trung đoàn Đại học Melbourne (Melbourne University Regiment - MUR) có trụ sở đóng tại đường Grattan Street, Carlton. MUR có vai trì tuyển mộ và huấn luyện nhân sự tiềm năng cho Quân đội Dự bị Úc. MUR được thành lập năm 1884, có tiền thân là Đại đội D thuộc Tiểu đoàn 4, Trung đoàn bộ binh Victoria, sau đó đổi tên và cấp bậc vào năm 1948. Nhiều cựu học viên nổi tiếng của MUR bao gồm Ngài John Monash, Ngài Robert Menzies, Ngài Ninian Stephen, Barry Humphries, và Andrew Peacock.

### Y tế
Carlton có hệ thống y tế chuyên nghiệp và tiêu chuẩn. Bệnh viện Phụ nữ Hoàng gia và Bệnh viên Nha khoa Hoàng gia là hai cơ sở điều trị chất lượng cao nằm trên địa bàn vùng. Ngoài ra, đây còn là trung tâm nghiên cứu y sinh lớn của toàn thành phố. Học viện Nghiên cứu Ung thư và Cao đẳng Nhãn khoa Úc đều có cơ sở giảng dạy tại vùng này. Dịch vụ NETS chuyên chở bệnh nhi mới sinh trên toàn Victoria và Tasmania có trụ sở tại đây. 

### Công trình tôn giáo
Ở Carlton có nhiều nhà thờ phục vụ nhu cầu tín ngưỡng, thờ tự của giáo dân trong vùng. Trong đó phải kể đến nhà thời Thánh Jude (St Jude's Church), đường Lygon Street, là một trong những nhà thờ Anh giáo có đông số người dự lễ nhất trên toàn vùng đô thị. Các nhà thờ khác bao gồm Nhà thờ Các Dân tộc (hội thánh tin lành thống nhất) trên đường Palmerston Street, xây dựng năm 1860, một nhà thờ Chính thống Rumani trên đường Queensberry Street, một nhà thờ Cứu thế quân, nhà thờ Nhà thờ Thánh Tâm (của Giáo hội Công giáo), Hội thánh Đấng Christ Trung Hoa và một nhà nguyện của Hội thánh Đấng Christ xây dựng năm 1865. Chủng viện Công giáo nằm trên khu vực nhà thờ Thánh George, công trình cổ nhất của Melbourne (xây dựng năm 1855).

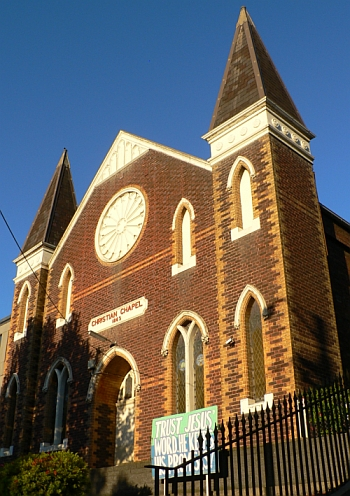
Nhà thờ Đấng Christ xây dựng 1865.

### Giao thông

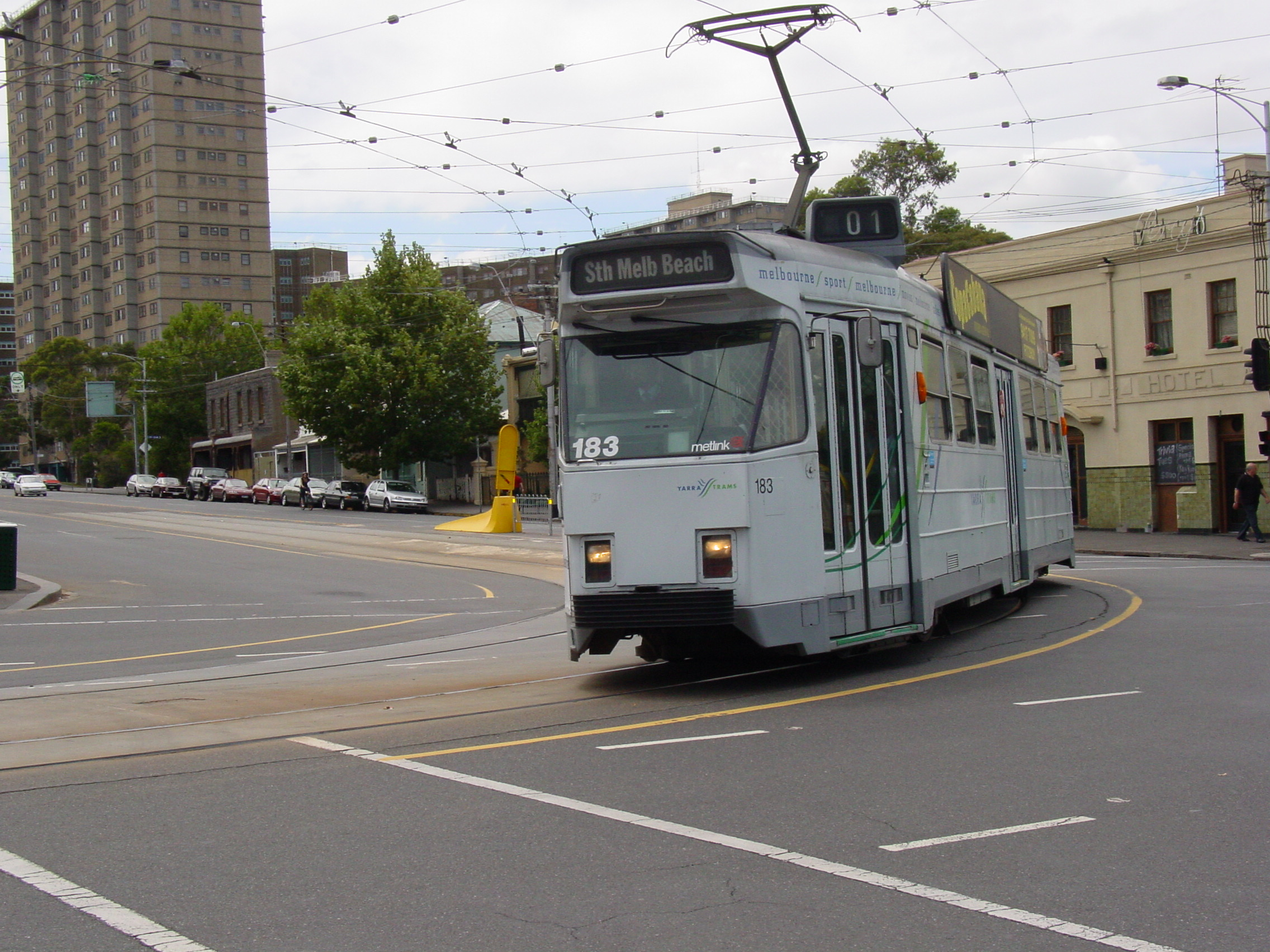
Xe điện đời Z3 tram đang chạy từ đường Lygon đến đường Elgin

Carlton có rất nhiều tuyến xe điện công cộng, hầu hết chạy dọc theo đường và kết thúc tại Trường Đại học Melbourne. Các tuyến số 1 và số 8 tiếp nối dài ra đường Lygon St ra vùng Carlton North.
Ngoài ra trên các đường Lygon, Elgin và Rathdowne còn có nhiều tuyến xe bus hoạt động. Tuy nhiên hiện vẫn chưa có ga tàu điện trong vùng, ga gần nhất là Melbourne Central. Hiện nay đã có nhiều đề nghị xây kéo dài tuyến ngầm City Loop lên vùng này, nhưng chưa có một kế hoạch chi tiết nào được ban bố cụ thể.
Rod Eddington's East West Link Needs Assessment does mention however, that there will be subway(s) in Carlton, as a part of the proposed 17 km metro tunnel.

## Người nổi tiếng
- Ngài John Newman-Morris (1879 - 1957), bác sĩ, nhà từ thiện[6]
- Ngài Thomas Malcolm Ritchie(1894 - 1971), kỹ sư điện, chủ tịch Đảng Tự do Úc[7]
- Ngài Carleton Kemp Allen (1887 - 1966), scholar[8]